# فيكرز فيسكونت
الطائرة فيكرز فيسكونت (بالإنجليزية: Vickers Viscount)‏ هي طائرة ركاب بريطانية متوسطة المدى بمحرك مروحة عنفية. حلقت لأول مرة في عام 1948، مما جعلها الطائرة الأولى في العالم بتلك المواصفات في العالم. أنتجت بواسطة فيكرز-آرمسترونجز. كانت الفيسكونت من أكثر الطائرات نجاحًا في الجيل الأول ما بعد الحرب العالمية، حيث أُنتج منها 445 طائرة. أطلق على الطائرة في مرحلة التصاميم الأولية لقب «فيسيروي» (Viceroy) ولكن غير إلى فيسكونت بعد تقسيم الهند عام 1974.

## الطرازات
أُنتج من الفيكرز فيسكونت العديد من التصميمات والطرازات. بعض هذة التصميمات لم ينتج منه أي قطعة، وكان أهم الآتي:
Type 630
طراز تجريبي أول، ذو بدن قصير طوله 74 قدم 6 بوصات (22.71 متر) يسع 32 راكب، ويعمل بأربع محركان رولز رويس دارت R.Da Mk 501 بقدرة 1,380 حصان (1,032 كيلو وات).
النوع 663
طراز تجريبي ثاني، اختبر عليها محركات رولز رويس آر بي.44 تاي النفاثة.
النوع 640
طراز تجريبي ثالث، زود بأربع محركات مروحة عنفية، لم تصنع قط، بعض القطع منها دمجت مع النوع 700.
النوع 700
أول طراز للإنتاج، زودت بمحركات بقدرة 1,381 حصان (1,030 كيلو وات)، 287 طائرة صنعت، الحرف D الملحق بالرقم يدل على الطائرات التي زودت بمحركات دارت 510 بقدرة 1,576 حصان (1,175 كيلو وات).
النوع 800
طرازات عديدة مطورة، زيد طول البدن بمقدار 3 أقدام و 10 بوصات (1.2 متر) , 67 طائرة صنعت
النوع 810
طراز مطور بأطول مدى من سابقاتها زودت بمحرك دارت 525 بقدرة 1,991 حصان (1,485 كيلو وات) ، 84 طائرة صنعت

## انظر أيضَا
- فيكرز في سي 10